# Markus Waxenegger

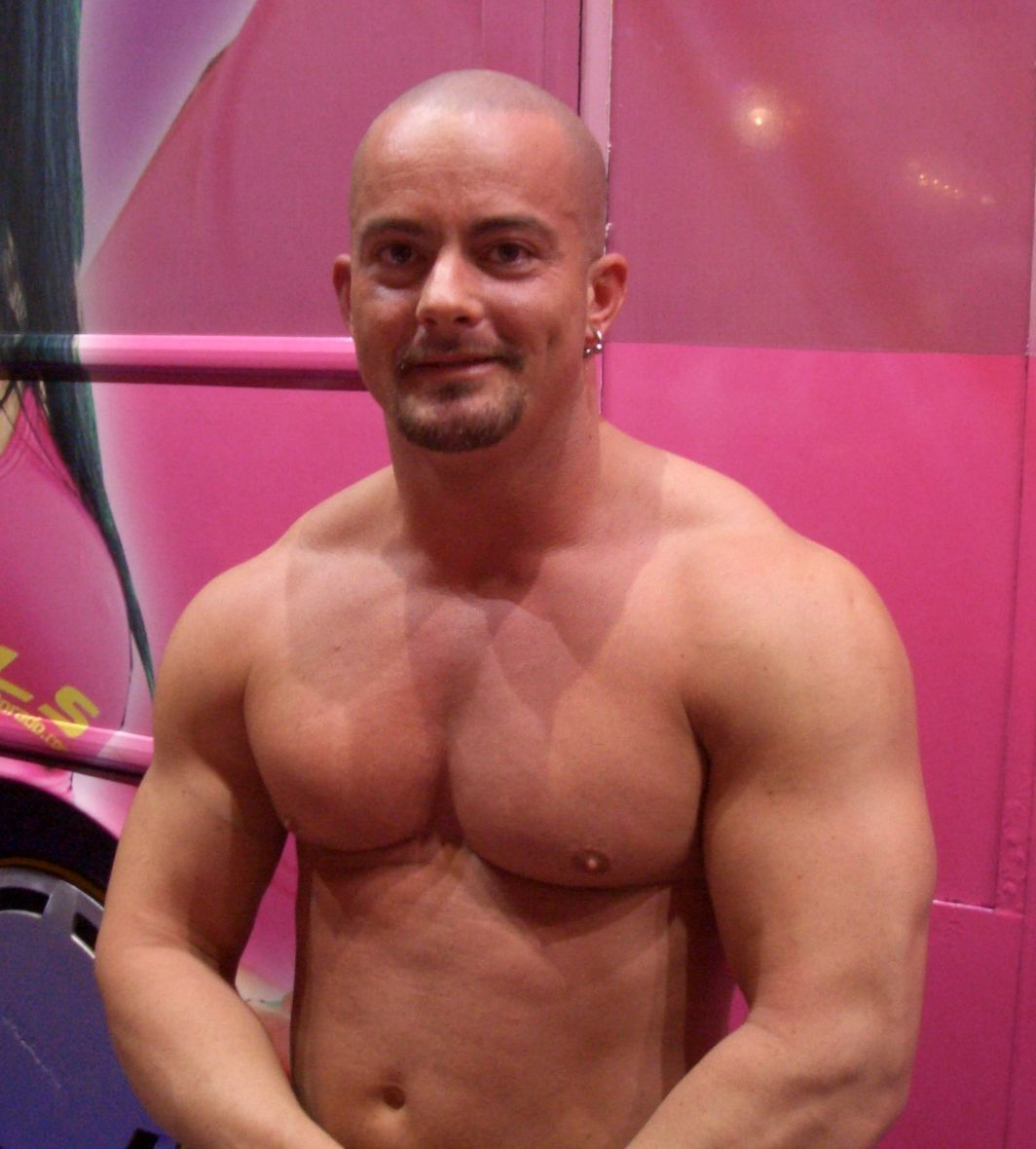
Markus Waxenegger auf der Venus Berlin, 2008

Markus Waxenegger (* 15. März 1974 in Wien) ist ein ehemaliger österreichischer Pornodarsteller.

## Werdegang
Markus Waxenegger absolvierte eine Ausbildung als Koch und Fleischer, 2001 wechselte er in die Pornobranche. Innerhalb kurzer Zeit machte er sich dort einen Namen und wurde 2004 mit dem Venus Award als bester Darsteller im Bereich Deutschland ausgezeichnet. Fortan arbeitete Markus Waxenegger bei bekannten Produktionsfirmen in ganz Europa. Im Frühjahr 2013 gab Markus Waxenegger seinen bereits im Herbst 2012 vollzogenen Ausstieg aus der Pornobranche bekannt. Er wirkte in über 1500 Filmen mit. 2018 begann er, in Videos Auskunft über sein Leben als Pornodarsteller zu geben. Im Jahr 2020 hatte er einen Auftritt in der Fernsehsendung Paula kommt – Sex und gute Nacktgeschichten, in der er ebenfalls über sein Leben berichtete.

## Filmographie (Auswahl)
- 2012: Goodbye Marylin
- 2013: Hangover XXX – Ein total irrer Trip

## Auszeichnungen
- 2004: Venus Award: Bester Darsteller[1]
- 2011: Erotic Lounge Fan Awards: Bester Darsteller[5]
- 2012: Venus Award: Bester Darsteller[6]